# Norroy-le-Sec
Norroy-le-Sec település Franciaországban, Meurthe-et-Moselle megyében. Lakosainak száma 418 fő (2022. január 1.). Norroy-le-Sec Affléville, Anoux, Fléville-Lixières, Gondrecourt-Aix, Joudreville, Landres, Mairy-Mainville és Piennes községekkel határos.

## Népesség
A település népességének változása:
| Lakosok száma | 464  | 406  | 394  | 369  | 412  | 417  | 417  | 413  | 413  | 418  |
|               | 1968 | 1982 | 1990 | 2006 | 2013 | 2015 | 2017 | 2019 | 2020 | 2022 |